# Tornavara
Pour plus de détails, voir Fiche technique et Distribution.
Tornavara est un film français réalisé par Jean Dréville, sorti en 1943.

## Synopsis
Tornavara est un village perdu de Laponie. Gérard vient à l'aide de son ami Anders, en conflit avec son père, Sigurd, un riche propriétaire de mines d'or. Anders aime Florence, épouse de Sigurd. Lors d'une révolte des mineurs, Sigurd tue le meneur et blesse son propre fils, ignorant que Gérard vient de racheter la mine. Sigurd meurt de froid dans une tempête de neige laissant Gérard et Florence qui décident alors de quitter Tornavara.

## Fiche technique
- Titre : Tornavara
- Réalisation : Jean Dréville, assisté de Stany Cordier
- Scénario : André Legrand, d'après l'œuvre éponyme de Lucien Mauvault
- Dialogues : Charles Exbrayat et André Legrand
- Photographie : André Thomas
- Montage : Pierre Gérau
- Musique : Adolphe Borchard
- Décors : Lucien Aguettand
- Son : Maurice Carrouet
- Société de production : Nova Films
- Pays d'origine :  France
- Format : Noir et blanc — 35 mm — 1,37:1 — Son : Mono
- Genre : Film dramatique
- Durée : 99 minutes (1 h 39)
- Dates de sortie :
  - France : 7 octobre 1943

## Distribution
- Pierre Renoir : Sigurd Framrus
- Mila Parély : Florence
- Jean Chevrier : Gérard Morhange
- Jean Servais : Anders
- Alexandre Rignault : Le pasteur
- Léonce Corne : Bélaï
- René Blancard : Gourier
- Elisa Ruis : Netochka
- Albert Malbert : Olaf
- Georges Douking : Gregor

## À noter
- Le film est tourné du 18 avril au 20 juillet 1943 dans les Pyrénées-Orientales, principalement à Mont-Louis et au lac des Bouillouses[1].
- La fin originale du film n'ayant pas été appréciée par le public, on aurait fait appel à un jeune écrivain, Jean-Paul Sartre, pour écrire une fin plus optimiste et qui est également tournée. Sartre travaillait alors pour Pathé-Consortium, société distributrice du film[1].